# محوطه روستای خلیفه
محوطه روستای خلیفه مربوط به دوران‌های تاریخی پس از اسلام است و در شهرستان گچساران، روستای ده خلیفه واقع شده و این اثر در تاریخ ۳ بهمن ۱۳۷۹ با شمارهٔ ثبت ۲۹۸۴ به‌عنوان یکی از آثار ملی ایران به ثبت رسیده است.